# Christian-Rohlfs-Gymnasium Hagen
Das Christian-Rohlfs-Gymnasium (CRG) in Hagen ist ein staatliches Gymnasium für die Sekundarstufen I und II in Trägerschaft der Stadt Hagen. Die Zahl der Schülerinnen und Schüler beläuft sich derzeit auf insgesamt 850 bis 900.

## Geschichte
Die Geschichte des heutigen Gymnasiums geht zurück auf die Gründung einer privaten höheren Mädchenschule in Haspe im Jahr 1862, die zehn Jahre später als „höhere Töchterschule“ von der Gemeindeverwaltung den Status einer öffentlichen Lehranstalt zuerkannt bekam. Durch die Schulreform von 1908 wurden die preußischen höheren Mädchenschulen mit den Knabenschulen gleichgestellt, so dass diese Privatschule 1909 als städtisches Lyzeum von der damals noch selbständigen Stadt Haspe in eigene Trägerschaft übernommen wurde. Am 2. April 2009 wurde dieses Datum als 100-jähriges Bestehen der städtischen höheren Mädchenschule feierlich begangen.
Im April 1924 hatte die Schule bereits 300 Schülerinnen, denen aufgrund der finanziellen Notlage der Gemeinde jedoch immer noch ein eigenes Schulgebäude fehlte. Nach der Eingemeindung von Haspe im Jahr 1929 führte die Stadt Hagen die Schule weiter und siedelte sie ab 1932 in dem kurz vorher durch den Architekten Günther Oberste-Berghaus im Bauhaus-Stil errichteten Berufsschulgebäude am Ufer der Ennepe an.

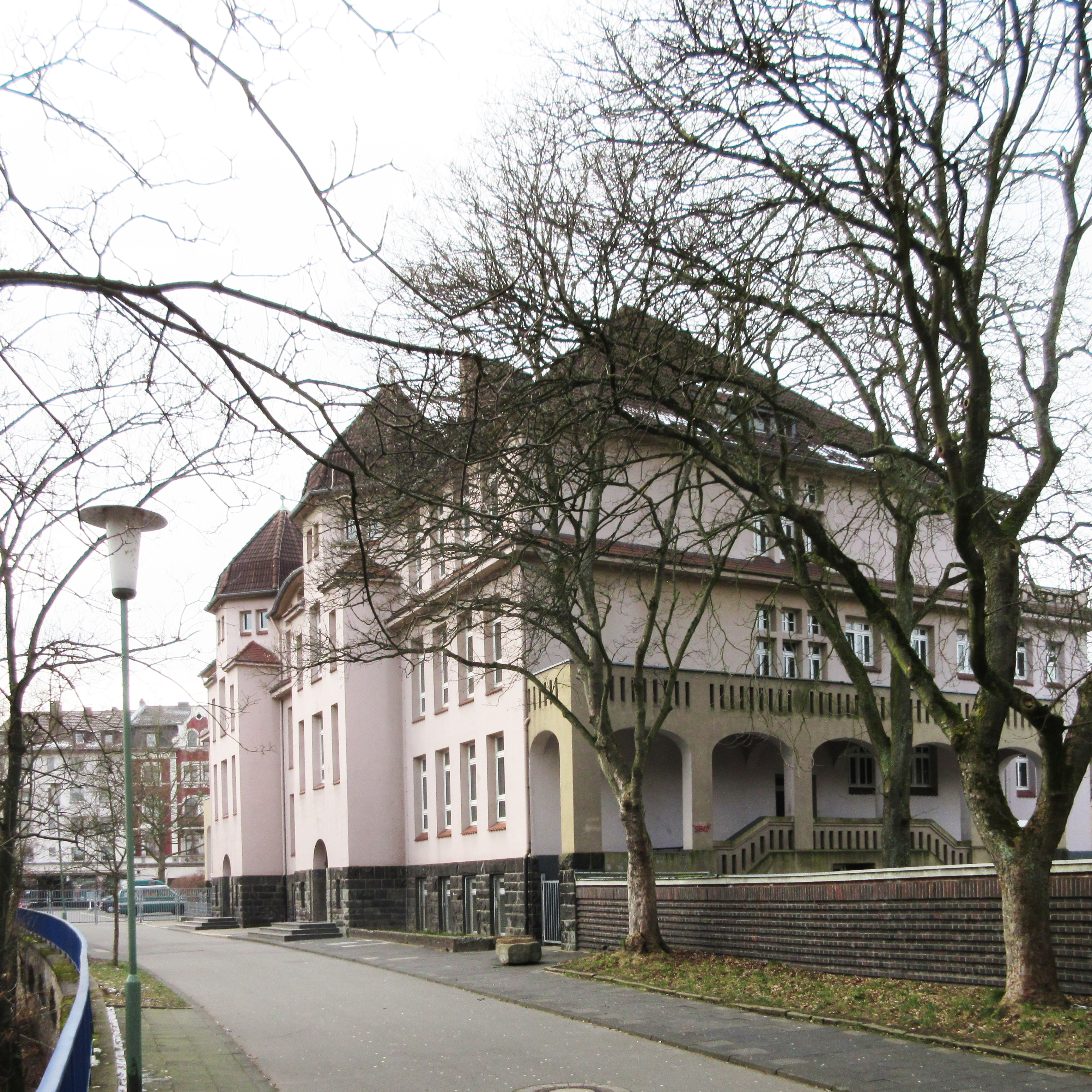
Gebäude der ehemaligen Hauptschule Heubing, 2013/14 vom Christian-Rohlfs-Gymnasium übernommen

Nach dem Zweiten Weltkrieg zog das Gymnasium komplett in das durch einen Neubau ergänzte Gebäude um. Anfang der 1970er Jahre wurden im Zug der Koedukation die ersten Jungen eingeschult, und nachdem 1986 das ehemalige Hasper Jungengymnasium in eine Gesamtschule umgewandelt wurde, ist das Christian-Rohlfs-Gymnasium heute neben dem Gymnasium Hohenlimburg das einzig verbliebene städtische Gymnasium in einem Hagener Vorort. Im Jahr 2004 wurde das denkmalgeschützte Gebäude nach Osten hin um einen weiteren Neubauflügel erweitert. Seit der Schließung der benachbarten Hauptschule Heubing nutzt das Gymnasium außerdem das westlich an das Hauptgebäude angrenzende alte Hauptschulgebäude („Villa Heubing“).

## Name der Schule
Der Name der Schule geht zurück auf den Hagener Expressionisten Christian Rohlfs. Der im Jahr 1849 geborene Maler kam 1901 durch Vermittlung von Henry van de Velde und Karl Ernst Osthaus nach Hagen und wurde 1924 zum Ehrenbürger der Stadt Hagen ernannt. Das Gymnasium trägt den Namen des Künstlers seit dem Schuljahr 1969/70.

## Schülerschaft und Lehrerschaft
Während die Zahl der Schüler am Christian-Rohlfs-Gymnasium im Jahr 1996 noch bei unter 700 Schülerinnen und Schülern lag, hat sie sich seit der Jahrhundertwende auf Werte zwischen 850 und 900 Schüler eingependelt. Die Lehrerschaft setzt sich heute aus mehr als 70 Lehrerinnen und Lehrern zusammen, von denen die meisten als Vollzeitkräfte eingestellt sind, einige jedoch als Teilzeitkräfte arbeiten.
| Schuljahr | Schüler SI | Schüler SII | Schüler gesamt | Lehrer |
| --------- | ---------- | ----------- | -------------- | ------ |
| 1996/97   | 489        | 190         | 679            | 49     |
| 1998/99   | 529        | 199         | 728            | 52     |
| 2000/01   | 578        | 210         | 788            | 55     |
| 2002/03   | 629        | 234         | 863            | 56     |
| 2004/05   | 618        | 272         | 890            | 58     |
| 2006/07   | 584        | 316         | 900            | 61     |
| 2008/09   | 538        | 343         | 881            | 60     |
| 2010/11   | 441        | 409         | 850            | 68     |
| 2012/13   | 459        | 443         | 902            | 68     |
| 2014/15   | 533        | 338         | 871            | 63     |
| 2016/17   | 530        | 354         | 884            | 72     |
| 2018/19   | 474        | 394         | 868            | 75     |
| 2020/21   | 410        | 370         | 780            | 76     |

## Schulspezifische Angebote
Das Christian-Rohlfs-Gymnasium bietet ein breites Angebot an naturwissenschaftlichen, sprachlichen und gesellschaftswissenschaftlichen Fächern an, weist jedoch zwei schulspezifische Schwerpunkte auf:
Seit 1980 ist die Musikerziehung an der Schule ein wesentlicher Schwerpunkt, und der „Pausenchor“ der Schule hat über die Hagener Stadtgrenzen hinaus Akzente gesetzt. Chor und Orchester bzw. Big Band der Schule treten in jedem Jahr im öffentlichen Raum auf.
Seit dem Jahr 2001 hat die Schule einen bilingualen Zweig eingerichtet, der in der Sekundarstufe I die englische Sprache verstärkt anbietet und aufbauend auch in den Fächern Geographie, Geschichte und Politik den Unterricht in der Fremdsprache durchführt; dieser Zweig mündet in der Sekundarstufe II dann in Grund- und Leistungskursen in der Fremdsprache Englisch.
Für das Schuljahr 2023/2024 ist die Schule als Bündelungsgymnasium ausgewiesen.

## Netzwerke

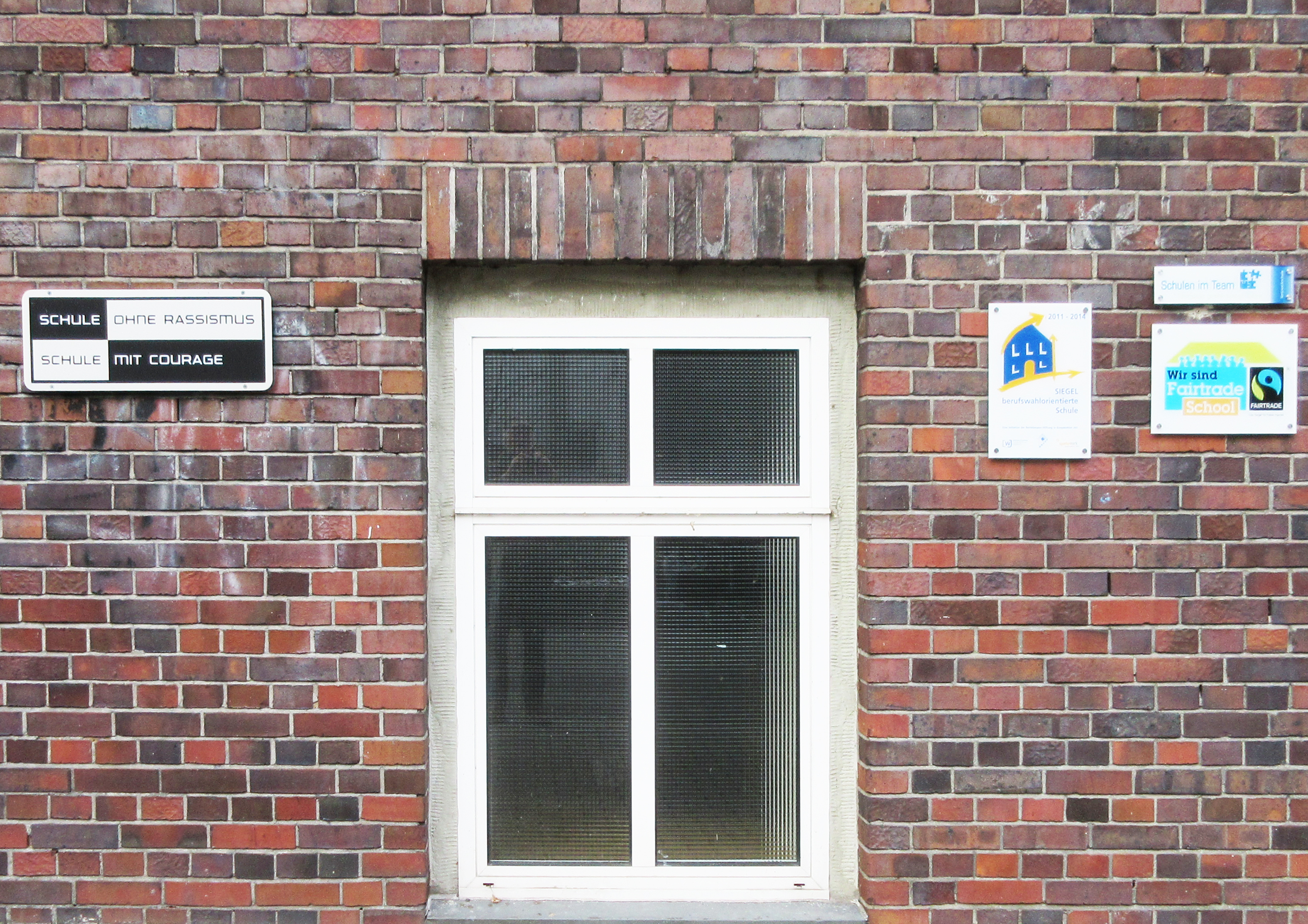
Auszeichnungen

Das Christian-Rohlfs-Gymnasium ist im Verlauf des letzten Jahrzehnts zu einem Teil verschiedener regionaler und überregionaler Netzwerke geworden:
Seit dem Jahr 2011 gehört die Schule zum Netzwerk „Schulen im Team“, das von der Stiftung Mercator und dem Institut für Schulentwicklungsforschung betreut wird.
Ebenfalls im Jahr 2011 erhielt die Schule das Siegel „Berufswahlorientierte Schule“ der Bertelsmannstiftung für den Zeitraum 2011 bis 2014.
Seit Januar 2013 trägt die Schule den Titel „Schule ohne Rassismus – Schule mit Courage“ der Aktion Courage e.V.
Im September 2013 wurde die Schule von TransFair Deutschland als erste Fairtrade-Schule der Stadt Hagen ausgezeichnet.

## Schülerinnen und Schüler am Christian-Rohlfs-Gymnasium
- Annette Humpe (* 1950), Pop-Sängerin und Musikproduzentin
- Inga Humpe (* 1956), Sängerin und Komponistin
- Nena[8] (* 1960), Popmusikerin
- Frank Buschmann (* 1964), Basketballspieler und Fernsehmoderator
- Uwe Sassenberg, Oscar-Preisträger für technische Verdienste 2002
- Thomas Pletzinger (* 1975), Schriftsteller und Übersetzer
- Christian Vitalis (* 1976), Musikwissenschaftler